# Runovc
Runovc je priimek več znanih Slovencev:
- Franc Runovc (*1949), fizik, elektro(teh)nik, avtomatik, univ. prof. NTF UL